# Lenosoma fasciculatum
Lenosoma fasciculatum är en skalbaggsart som beskrevs av Macleay 1863. Lenosoma fasciculatum ingår i släktet Lenosoma och familjen Cetoniidae. Inga underarter finns listade i Catalogue of Life.